# Box Elder (Dakota del Sud)
Box Elder (in lakota: čhaŋšúška; "acero americano") è una città situata tra le contee di Meade e Pennington nello Stato del Dakota del Sud, negli Stati Uniti. La popolazione era di 11 746 abitanti secondo il censimento del 2020. L'Ellsworth Air Force Base è situata nella zona nord-est della città.
Box Elder deve il suo nome al Boxelder Creek, un affluente del fiume Cheyenne che scorre nei suoi pressi.

## Geografia fisica
Secondo l'Ufficio del censimento degli Stati Uniti, ha una superficie totale di 13,91 mi² (36,03 km²).

## Società

### Evoluzione demografica
Secondo il censimento del 2020, la popolazione era di 11 746 abitanti.